# Actinothoe ignea
Actinothoe ignea is een zeeanemonensoort uit de familie Sagartiidae. De anemoon komt uit het geslacht Actinothoe. Actinothoe ignea werd in 1874 voor het eerst wetenschappelijk beschreven door Fischer. 